# アフメトジャン・イェシモフ

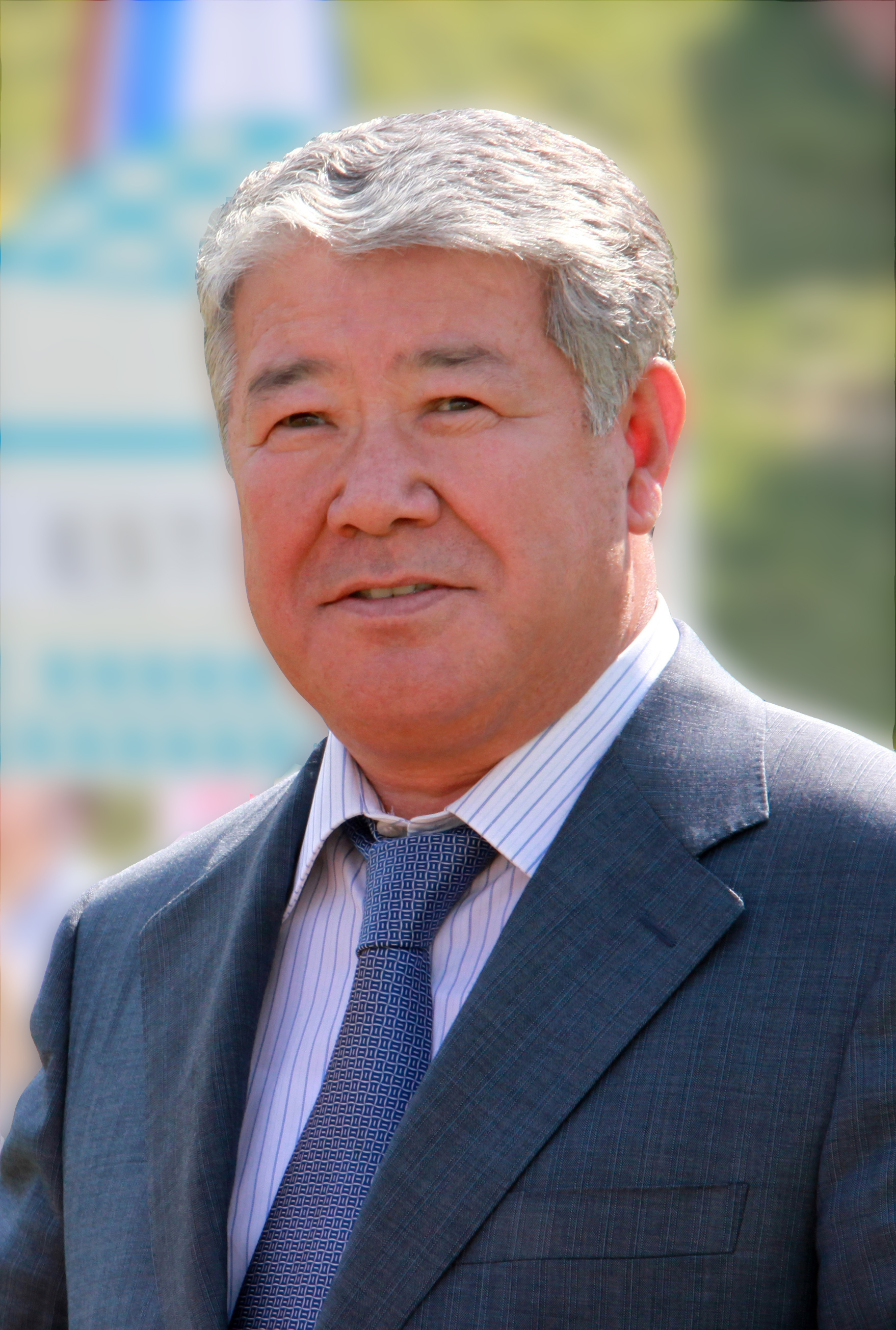
アフメトジャン・イェシモフ（2010年）

アフメトジャン・イェシモフ（Ахметжан Смағұлұлы Есімов、1950年12月15日 - ）は、カザフスタンの政治家。過去、農業相、副首相、アルマトイ市長等を歴任。

## 経歴
アルマトイ州出身。1974年、機械工学専攻でカザフ農業大学を卒業。
- 1990年〜1991年 - カザフ・ソビエト社会主義共和国ゴスアグロプロム第一副議長
- 1991年 - ソ連共産党中央委員会附属社会科学アカデミー（モスクワ）卒業
- 1992年〜1994年 - アルマ・アタ州行政府長官（知事）
- 1994年〜1996年 - 副首相
- 1996年 - 国家顧問
- 1996年〜1998年 - 第一副首相兼国家投資委員会議長
- 1998年 - 大統領府長官
- 1998年〜2001年 - 駐ベネルクス非常全権大使、駐EU・NATO代表
- 2001年5月〜2002年 - 農業相
- 2002年5月〜2004年 - 副首相兼農業相
- 2004年5月〜2006年 - 副首相
- 2006年1月〜 - 農業相
- 2008年、アルマトイ市アキム（市長）に就任。

## パーソナル
経済科学博士。カザフスタン・アマチュア・ゴルフ第1回チャンピオン。